# 特翁
特翁是奥地利萨尔茨堡州隆高县的一个市镇。总面积86.54平方公里，总人口398人，人口密度4.6人/平方公里（2005年）。